# Il professor Layton e l'eredità degli Aslant
Il professor Layton e l'eredità degli Aslant  (レイトン教授と超文明Aの遺産?, Reiton kyōju to chō-bunmei A no isan) è attualmente l'ultimo gioco uscito della serie del Professor Layton. È stato pubblicato per Nintendo 3DS in Giappone il 28 febbraio 2013. Il gioco si colloca cronologicamente tra gli eventi de Il professor Layton e la maschera dei miracoli e quelli de Il professor Layton e il paese dei misteri. Con quest'ultimo gioco si conclude quindi la trilogia prequel della serie. Il titolo è stato pubblicato in Europa l'8 novembre 2013 e in USA il 28 marzo 2014.

## Trama

I protagonisti trovano Aurora

Il professor Layton riceve una lettera da un collega archeologo, il professor Desmond Sycamore, nella quale egli afferma di aver scoperto una "mummia vivente" e propone a Layton di andare a vedere con i suoi occhi. Incuriosito, il professore si reca, insieme a Luke ed Emmy, nella città di Frøstborg (Froenborg). Poco dopo, il gruppo trova in una grotta la mummia vivente, ossia una giovane donna ancora in vita intrappolata nel ghiaccio. Il professore e i suoi compagni procedono a liberarla, ma la ragazza viene presto rapita da un misterioso individuo, che la carica sul suo velivolo.
I protagonisti inseguono il velivolo del rapitore con il Bostonius, l'aeronave del professor Sycamore. Avvicinatisi, Layton e Luke salgono di nascosto sul velivolo nemico e, giunti alla cabina di pilotaggio, trovano il rapitore. Egli dice di essere un archeologo di nome Leon Bronev e si rifiuta di liberare la ragazza. Mentre Layton e Luke cercano di liberare la giovane, ella precipita in una foresta, cosa che succede poco dopo anche ai due. Emmy e Syncamore atterrano e quest'ultimo spiega che ora il gruppo si trova a Karpograd (Kodh), una cittadina situata sulle rive di un lago noto come "lago delle sirene" e che questo luogo è tristemente noto per i frequenti incidenti aerei, nonché per le migliaia di rottami di aeronavi che giacciono nello specchio d'acqua. Syncamore rivela inoltre che il paese è setacciato dagli uomini della Targent, ossia un'organizzazione segreta che mira al potere di un'antica civiltà chiamata Aslant. Alcuni siti ritrovati precedentemente dal professore, ossia il Giardino dorato, la città di Ambrosia e il sotterraneo di Akubadain, erano opera della stessa civiltà e sono stati presi dalla Targent. Layton e gli altri raggiungono la ragazza in una cupola in mezzo al lago. La fanciulla rivela di chiamarsi Aurora e di essere la messaggera del popolo degli Aslant: per scoprire i segreti di questa antica civiltà occorre trovare le "uova Aslant" sparse per il mondo. Il gruppo lascia quindi il paese per raggiungere il Bostonius, senza farsi scoprire dalla Targent.
Prima di mettersi alla ricerca delle uova, il gruppo decide di fare una sosta a Londra per permettere ai due professori di svolgere ricerche più approfondite sulla civiltà Aslant, nonché effettuare le spese necessarie per affrontare il viaggio intorno al mondo. Lì, Layton indaga sui misteriosi furti al museo di Londra di reperti Aslant. Le indagini si concludono con l'arresto di un infiltrato della Targent all'interno di Scotland Yard: l'ispettore Ralph Bloom.
Concluse le indagini, i protagonisti ritornano sul Bostonius e partono alla ricerca delle uova degli Aslant. Esse sono situate in cinque luoghi diversi: il villaggio tribale di Phun-Gi (Phong Gi), l'isola tropicale di San Huevo (San Grio), il villaggio western di El Lobo (Torrido), il borgo collinare di Eolyand (Hoogland) e la città fortificata di Oniribad (Mosinnia).
Tornati al tempio di Karpograd, Layton e i suoi compagni scoprono che una delle uova era falsa e la Targent l'aveva precedentemente recuperata. Il Bostonius fa quindi rotta verso il nucleo centrale della Targent, un luogo chiamato il Nido (the Nest), ricoperto da smog e inquinamento e pieno di edifici industriali. Qui incontrano Mackintosh, un giovane ingegnere di Karpograd rapito dalla Targent, il quale tenta di fuggire con un aerovelivolo prima di svenire. Layton lo affida alle cure di due agenti della Targent che decidono di disertare. Il gruppo inizia quindi la scalata dell'imponente Torre d'ossidiana, sede della Targent, fino all'ufficio di Bronev. Quest'ultimo cerca di convincere Layton a passare dalla sua parte fingendo di minacciare la vita dei suoi genitori, ma il professore non desiste; i due allora si sfidano in una sfida d'ingegno e, una volta sconfitto, Bronev si dilegua con un elicottero e lascia a Layton l'ultimo uovo Aslant. Le uova, una volta riunite, convergono in un'unica chiave, facendo ricordare il suo passato ad Aurora, la quale vorrebbe togliersi la vita, ma viene fermata da Sycamore, il quale le sottrae la chiave. Egli rivela di essere sempre stato Jean Descole e torna a Frøstborg seguito da Layton, Luke, Emmy e Aurora.
A Frøstborg i quattro inseguono Descole dentro la caverna di ghiaccio in cui Aurora era imprigionata e vi trovano l'ingresso di un santuario Aslant. Bronev si appropria della chiave, nonostante Aurora avverta che il potere degli Aslant potrebbe distruggere il mondo. Poco dopo Emmy rapisce Luke, rivelando di lavorare per la Targent: ella è la nipote di Leon Bronev e, facendo da assistente al professore, ha potuto riferire alla Targent i progressi sui ritrovamenti Aslant. Bronev usa la chiave per aprire la porta del santuario ed Emmy si porta via Luke. Layton incontra Descole ed entrambi uniscono le forze per fermare Bronev. I due poco dopo incontrano Luke, che era stato lasciato indietro e si unisce a Layton e Descole.
I tre iniziano a percorrere una serie di corridoi disseminati di trappole; una di queste rischia di uccidere Luke, ma Descole gli salva la vita rimanendo gravemente ferito. Ormai in fin di vita Descole rivela a Layton di essere suo fratello: entrambi sono figli di Bronev e dopo che il padre fu rapito dalla Targent (diventandone in seguito il capo) la loro madre morì; quando venne trovata una coppia disposta ad adottare il fratello maggiore, Hershel, egli cedette il suo nome al fratellino che venne quindi adottato dalla famiglia Layton. Il vero Hershel continuò invece a studiare gli Aslant e assunse l'identità segreta di Descole per proteggere il fratello. Layton e Luke raggiungono Bronev intento a liberare l'eredità degli Aslant; essa però non è un grande tesoro ma il luogo dove riposano i golem, ossia delle creature avanzate e senzienti che furono create dagli Aslant e che ne segnarono la rovina. Gli Aslant congelarono i golem e, insieme a essi, anche Aurora, l'emissaria che avrebbe giudicato la razza umana al suo risveglio. Il risveglio degli altri golem conduce Aurora a ordinare la distruzione della Terra, ma la ragazza si risveglia e capisce che, per fermare la distruzione, cinque persone devono sacrificarsi entrando nei raggi di luce provenienti dalla macchina. Layton, Luke, Emmy, Descole e Bronev entrano nei raggi salvando l'umanità, ma morendo nella procedura. Devastata Aurora supplica il potere degli Aslant e fa in modo che i cinque vengano resuscitati. Prima dell'autodistruzione Aurora rivela di essere l'ultimo golem degli Aslant e ringrazia Layton e Luke per il tempo passato. I sopravvissuti atterrano sani e salvi nel lago di Karpograd. Prima di essere arrestato Leon rivela a Layton che il suo vero nome è Theodore Bronev, ma Hershel rinnega il suo vero nome e afferma che i suoi cari genitori sono Arthur e Lucille, augurando però a suo padre di incontrarsi nuovamente come colleghi archeologi. Tornati a Londra, Emmy dice addio al professore, passando il suo incarico di assistente a Luke ma promettendo di tornare. Layton e Luke invece iniziano la loro avventura a Saint-Mystère dando inizio agli eventi del primo gioco.

## Personaggi
- Professor Hershel Layton: l'abilità che possiede nel risolvere enigmi e misteri lo ha portato ad una reputazione e fama altissime. È un professore di archeologia presso l'università Gressenheller. Ha 35 anni e indossa sempre la sua ormai famosissima tuba. Voce italiana: Oliviero Corbetta.
- Luke Triton: apprendista di Layton e figlio di Clark Triton, fidato amico del professore. Accompagna Layton in tutte le sue avventure. Si rivela molto utile quando si tratta di risolvere enigmi. Ha anche un'abilità speciale: capisce gli animali e interagisce con loro. Voce italiana: Cinzia Massironi.
- Emmy Altava: ha 25 anni ed è l'assistente del professore, ha lo spirito da lottatrice. È descritta come un'eroina. Voce italiana: Emanuela Pacotto.
- Leon Bronev: un uomo misterioso e malvagio, capo della Targent. È il principale antagonista dell'avventura. Voce italiana: Pietro Ubaldi.
- Desmond Sycamore: archeologo molto famoso e considerato un'autorità nel campo degli Aslant. Voce italiana: Lorenzo Scattorin.
- Aurora: ritrovata ibernata in una caverna di ghiaccio, sembra essere l'ultimo membro del popolo degli Aslant. Voce italiana: Beatrice Caggiula.
- Jean Descole: nemesi storica del professor Layton. Questa volta, però, si troveranno alleati contro un nemico comune. Voce italiana: Lorenzo Scattorin.